# Jovice
Jovice (in ungherese Jólész) è un comune della Slovacchia facente parte del distretto di Rožňava, nella regione di Košice.